# Garuleum
 Garuleum  Cass., 1819 è un genere di piante angiosperme dicotiledoni della famiglia delle Asteraceae (sottofamiglia Asteroideae).

## Etimologia
Il nome scientifico del genere è stato definito dal botanico Alexandre Henri Gabriel de Cassini (1781-1832) nella pubblicazione " Bulletin des Sciences, par la Société Philomatique" ( Bull. Sci. Soc. Philom. Paris 1819: 172) del 1819.

## Descrizione

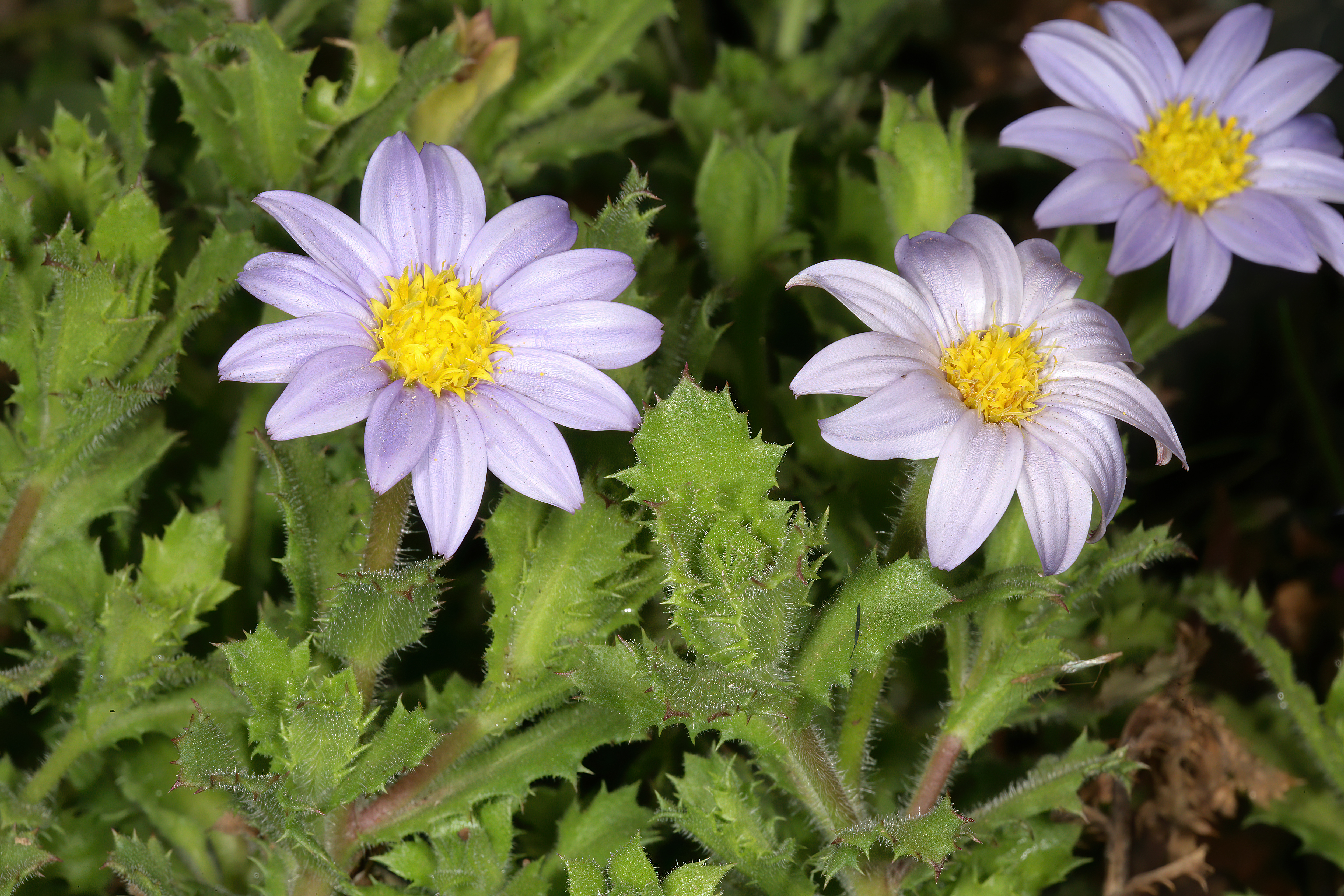
Le foglie
Garuleum sonchifolium

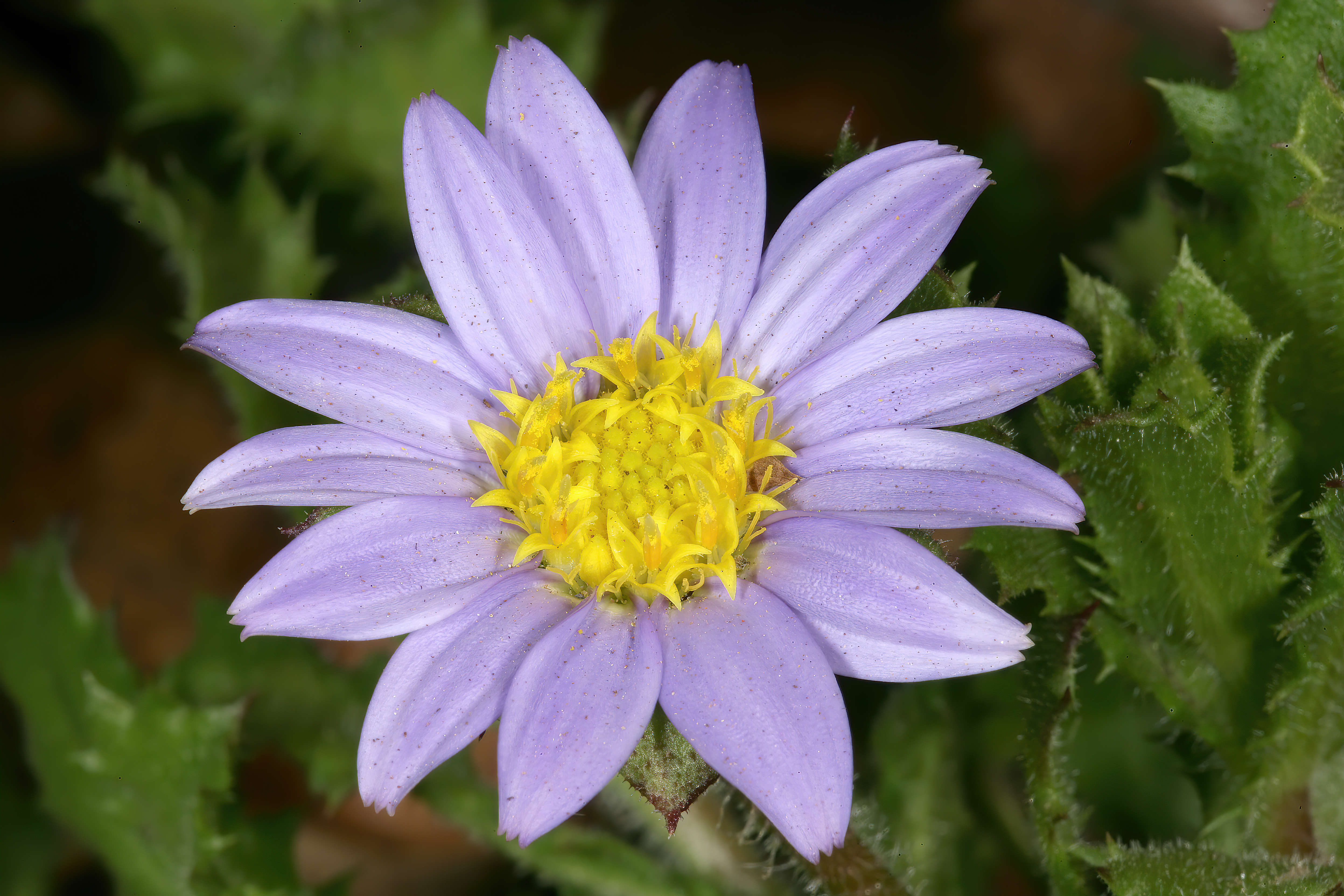
Infiorescenza
Garuleum sonchifolium

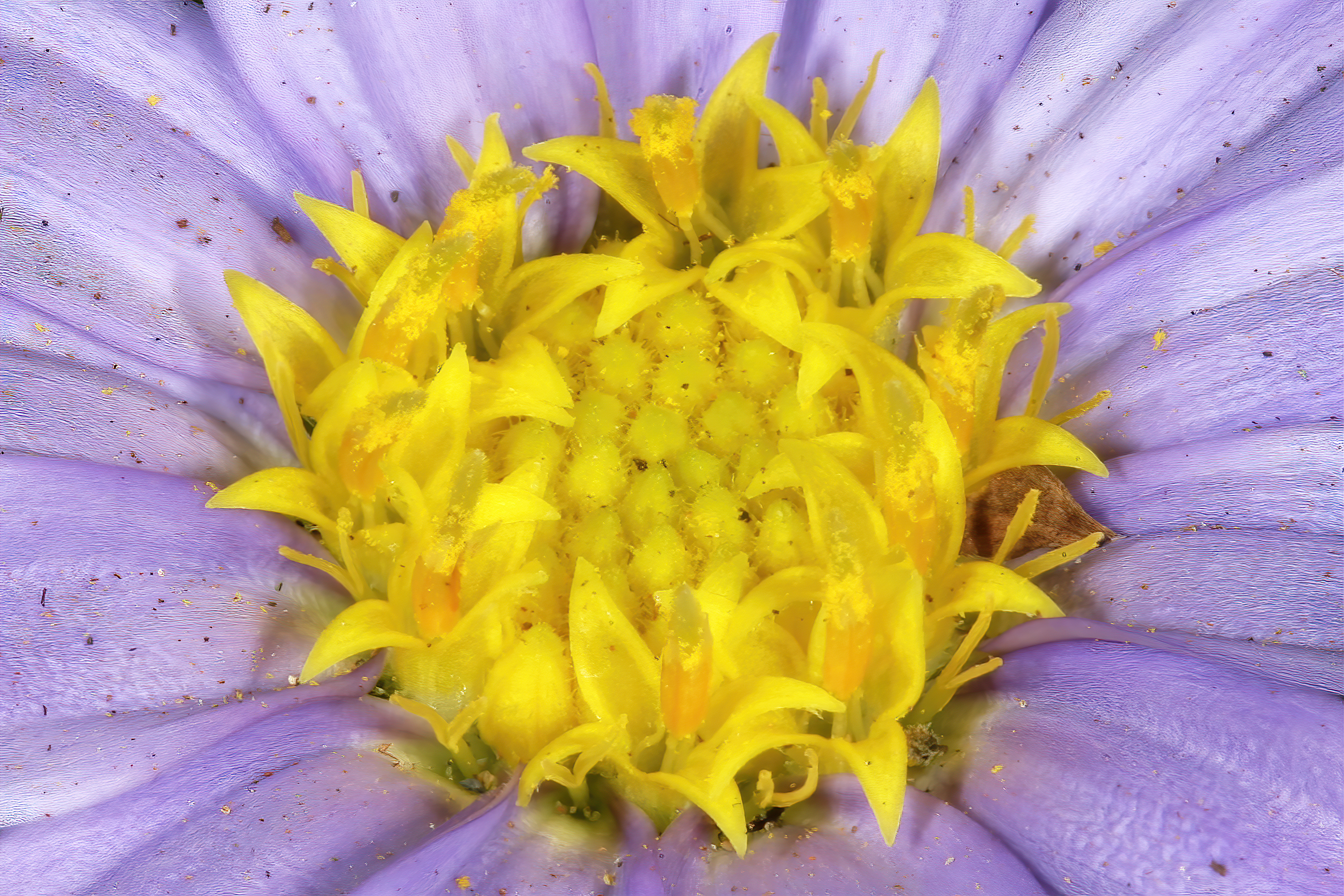
I fiori
Garuleum sonchifolium

Habitus. Le specie di questo genere hanno un habitus erbacee perenne o arbustivo; sono inoltre prive di lattice. Alcune specie possono essere spinescenti.
Radici. Le radici sono secondarie da rizoma.
Fusto. La parte aerea in genere è eretta, semplice o ramosa.
Foglie. Le foglie in genere sono cauline disposte in modo alternato e sono sessili. Il contorno della lamina è intero o variamente lobato con forme da lanceolata a ovate più o meno spatolate. I margini sono interi o dentati a volte spinescenti. La consistenza della foglia normalmente è erbacea con superficie glabra o pubescente.
Infiorescenza. Le sinflorescenze sono sia scapose che composte da diversi capolini raccolti in formazioni corimbose. Le infiorescenze vere e proprie sono formate da un capolino terminale peduncolato di tipo radiato. Alla base dell'involucro (la struttura principale del capolino) può essere presente un calice formato da alcune brattee fogliacee. I capolini sono formati da un involucro, con forme da campanulate a coppa, composto da diverse brattee, al cui interno un ricettacolo fa da base ai fiori di due tipi: quelli esterni del raggio e quelli più interni del disco. Le brattee, glabre o pelose, sono disposte in modo più o meno embricato su 2 - 3 serie e possono essere connate alla base;  talora possono avere un margine ialino. Il ricettacolo, a volte alveolato, è nudo (senza pagliette a protezione della base dei fiori); la forma è convessa, piatta o conica.
Fiori.  I fiori sono tetra-ciclici (formati cioè da 4 verticilli: calice – corolla – androceo – gineceo) e pentameri (calice e corolla formati da 5 elementi). Sono inoltre ermafroditi, più precisamente i fiori del raggio (quelli ligulati e zigomorfi) sono femminili e fertili; mentre quelli del disco centrale (tubulosi e actinomorfi) sono bisessuali o a volte funzionalmente maschili.
- Formula fiorale:

*/x K {\displaystyle \infty }, [C (5), A (5)], G 2 (infero), achenio
- Calice: i sepali del calice sono ridotti ad una coroncina di squame.
- Corolla: nella parte inferiore i petali della corolla sono saldati insieme e formano un tubo. In particolare le corolle dei fiori del disco centrale (tubulosi) terminano con delle fauci dilatate a raggiera con cinque lobi più o meno patenti. Nella corolla dei fiori periferici (ligulati) il tubo si trasforma in un prolungamento ligulato, terminante generalmente con tre denti. Il colore delle corolle dei fiori del raggio è blu o porpora, ma anche malva, bianco o giallo. I fiori del disco in genere sono gialli.
- Androceo: gli stami sono 5 con dei filamenti liberi. La parte basale del collare dei filamenti può essere dilatata. Le antere invece sono saldate fra di loro e formano un manicotto che circonda lo stilo. Le appendici apicali delle antere sono piatte con forme triangolari-ovate. Le teche (produttrici del polline) non sono calcarate (sono cioè prive di speroni), ma hanno le code (caudate). La struttura delle antere è di tipo tetrasporangiato, raramente sono bisporangiate. Il tessuto endoteciale è polarizzato. Il polline è di tipo echinato (con punte sporgenti) a forma sferica.
- Gineceo: l'ovario è infero uniloculare formato da 2 carpelli. Lo stilo (il recettore del polline) è profondamente biforcato con due stigmi nella parte apicale lineari e papillato-irsuti. Le superfici stigmatiche sono continue (e divise almeno alla base) o separate. Dei peli radicali formano un anello alla base dello stilo; la pubescenza può arrivare fin sotto gli stigmi.

Frutti. I frutti sono degli acheni senza pappo. Gli acheni presentano a volte un esocarpo carnoso e colorato e sono molto variabili nelle forme e dimensioni: sono dritti, a tre lati o angolati con superficie glabra (acheni del raggio), oppure sono piatte, alate con bordi spessi e glabre (acheni del disco).

## Biologia
Impollinazione: l'impollinazione avviene tramite insetti (impollinazione entomogama tramite farfalle diurne e notturne).

Riproduzione: la fecondazione avviene fondamentalmente tramite l'impollinazione dei fiori (vedi sopra).

Dispersione: i semi (gli acheni) cadendo a terra sono successivamente dispersi soprattutto da insetti tipo formiche (disseminazione mirmecoria). In questo tipo di piante avviene anche un altro tipo di dispersione: zoocoria. Infatti gli uncini delle brattee dell'involucro (se presenti) si agganciano ai peli degli animali di passaggio disperdendo così anche su lunghe distanze i semi della pianta. Inoltre per merito del pappo il vento può trasportare i semi anche a distanza di alcuni chilometri (disseminazione anemocora).

## Distribuzione e habitat
Le specie di questo genere sono distribuite nell'Africa meridionale.

## Tassonomia
La famiglia di appartenenza di questa voce (Asteraceae o Compositae, nomen conservandum) probabilmente originaria del Sud America, è la più numerosa del mondo vegetale, comprende oltre 23.000 specie distribuite su 1.535 generi, oppure 22.750 specie e 1.530 generi secondo altre fonti (una delle checklist più aggiornata elenca fino a 1.679 generi). La famiglia attualmente (2021) è divisa in 16 sottofamiglie; la sottofamiglia Asteroideae è una di queste e rappresenta l'evoluzione più recente di tutta la famiglia.

### Filogenesi
Il genere di questa voce è descritto nella tribù Calenduleae (una delle 21 tribù della sottofamiglia Asteroideae). Da un punto di vista filogenetico, la tribù Calenduleae fa parte del supergruppo (o sottofamiglia) "Asteroideae grade"; l'altro è il supergruppo "Non-Asteroideae" contenente il resto delle sottofamiglie delle Asteraceae. All'interno del supergruppo è vicina alle tribù Senecioneae, Gnaphalieae, Astereae e Anthemideae.
Dalle analisi di tipo filogenetico del DNA risulta che il genere Garuleum è in posizione "basale" e quindi è "fratello del resto della sottotribù.
Il cladogramma seguente, tratto dallo studio citato e semplificato, mostra una possibile configurazione filogenetica della tribù evidenziando la posizione del genere di questa voce.
|  | Dimorphotheca                                                                         |
|  |                                                                                       |
|  | \| \| Calendula \| \| \| \| \| \| Osteospermum \| \| \| \| \| \| Gibbaria \| \| \| \| |
|  |                                                                                       |
|  | Calendula                                                                             |
|  |                                                                                       |
|  | Osteospermum                                                                          |
|  |                                                                                       |
|  | Gibbaria                                                                              |
|  |                                                                                       |

|  | Calendula    |
|  |              |
|  | Osteospermum |
|  |              |
|  | Gibbaria     |
|  |              |

|  | Dimorphotheca                                                                         |
|  |                                                                                       |
|  | \| \| Calendula \| \| \| \| \| \| Osteospermum \| \| \| \| \| \| Gibbaria \| \| \| \| |
|  |                                                                                       |
|  | Calendula                                                                             |
|  |                                                                                       |
|  | Osteospermum                                                                          |
|  |                                                                                       |
|  | Gibbaria                                                                              |
|  |                                                                                       |

|  | Calendula    |
|  |              |
|  | Osteospermum |
|  |              |
|  | Gibbaria     |
|  |              |

I caratteri distintivi del genere  Garuleum sono:
- gli stili dei fiori del disco sono profondamente forcati e papillato-irsuti.

### Elenco delle specie
Questo genere ha 7 specie:
- Garuleum bipinnatum Less.
- Garuleum latifolium  Harv.
- Garuleum pinnatifidum  DC.
- Garuleum schinzii  O.Hoffm.
- Garuleum sonchifolium  (DC.) Norl.
- Garuleum tanacetifolium  (MacOwan) Norl.
- Garuleum woodii  Schinz